# Andal
Andal (tamoul : ஆண்டாள், āṇḍāḷ) est une mystique hindoue. Elle a probablement vécu au VIIIe siècle, d'autres suggérant le VIIe siècle, et est l'auteure de Stotra ou hymnes religieux en l'honneur de Vishnou et principalement à son avatar Krishna. Elle est la deuxième en préséance des poètes Alvars, après Nammalvar et est la seule femme qui apparaisse comme autorité religieuse parmi les Gourous du Sri Vishnouisme.
L'histoire et la légende se mêlent dans les rares récits de sa vie. Fille adoptive de l'Alvar Periyalvar (de son vrai nom Vishnuchittar), elle grandit dans la ville tamoule de Srivilliputhur. C'est là que Brahmane, qui n'a pas d'enfant, la trouve couchée sur la terre dans son jardin au pied d'un Tulsi, et la nomme Don de la Terre-Mère (Godai ou Kotai), car il voit en elle un présent de la deuxième femme de Vishnou, la déesse de la terre Bhudevi ou Bhūmi.
Andal grandit dans un environnement de religion et de culture, et développe un fort Intérêt pour les choses de la foi. Un jour cependant, son destin bascule : Periyalvar remarque que la jeune Andal s'est parée secrètement des couronnes de fleurs destinées à l'image de Krishna dans le temple, ce qui les rend impures. Il y voit d'abord le signe d'une vanité naissante, mais entend ensuite la voix de Krishna lui disant que la figure devrait à nouveau être ornée de couronnes de fleurs portées d'abord par Andal.
Andal comprend alors qu'elle ne voudra être mariée qu'avec Dieu. Elle est conduite dans une procession nuptiale jusqu'aux rives de la Kaveri, au temple de Sri Ranganathaswamy de l'île de Srirangam, où elle épouse l'image de Sri Ranganatha (la forme en repos de Vishnou). Elle rompt alors avec les conventions sociales, en refusant le mariage et en devenant librement une ascète.
Andal a fondé un ordre féminin et écrit des poèmes religieux en tamoul. Deux de ses hymnes ont été conservés, le Thiruppavai, un ensemble de 30 stances consacrées aux amours de Krishna et de la gopi de Vrindavan dont elle s'imaginait être, et les 143 versets du Nachiyar Tirumoli qui restitue dans une langue choisie et évocatrice des épisodes des Védas et des Puranas,.
Ses œuvres ont encore aujourd'hui une place importante dans le sud-est de l'Inde, notamment auprès des communautés sri vishnouïtes qui, chaque année, psalmodient l'ensemble du Thiruppavai durant le mois de Margazhi (décembre-janvier),.

## Crédits
- (de) Cet article est partiellement ou en totalité issu de l’article de Wikipédia en allemand intitulé « Andal » (voir la liste des auteurs).

## Liens
- Dominique Jeantet, « Andal (āṇṭāļ) : la déesse de Srivilliputtur », sur Réunionnais du monde, 2009